# ورا بیریوکووا
ورا بیریوکووا (روسی: Вера Леонидовна Бирюкова؛ زادهٔ ۱۱ آوریل ۱۹۹۸) ژیمناست اهل روسیه است.
وی همچنین برندهٔ جوایزی همچون نشان دوستی شده‌است.